# Rafael Ruiz Balerdi
Rafael Ruiz Balerdi. (San Sebastián, País Vasco, 5 de mayo de 1934 - Altea, Alicante, 11 de marzo de 1992) fue un pintor español de estilo abstracto. 

## Cronología
1936. Al estallar la guerra civil española, el padre se alista voluntario en el ejército republicano. La madre, embarazada de su tercer hijo, José María, ante la inminente entrada de las tropas franquistas en San Sebastián, se refugia con sus hijos Pedro y Rafael, primero en Motrico y más tarde en su caserío natal, Aizpuru Etxeberri, en Villafranca de Ordicia.
1950-55. Trabaja en la imprenta Nerecán (su padre trabaja en la papelería del mismo nombre) de corrector de pruebas de offset. Compagina este trabajo con la asistencia a las clases del pintor Cobreros en la Escuela de Artes y Oficios. Clases en el Conservatorio de Música.
1953. El TEU de San Sebastián, fundado entre otros por Pedro Ruiz Balerdi y Alfredo Landa, inicia sus representaciones. Rafael colabora esporádicamente, diseñando los decorados. Concursa por primera vez en el XVI Certamen de Artistas Noveles de la Diputación de Guipúzcoa. Hace amistad con el pintor Miguel Ángel Álvarez y empieza a frecuentar su estudio.
1954. Participa con Autorretrato II en el V Certamen de Navidad. Eduardo Chillida, miembro del jurado concede en solitario el voto a este cuadro.
1955. A través de Miguel Ángel Álvarez Muro (Tolosa, 1927) conoce a Eduardo Chillida, cuyo estudio frecuentará desde entonces. La gran amistad que se establece entre ambos tendrá una importante repercusión en la evolución inmediata de la obra de Balerdi. Participa en el XVII Certamen de Artistas Noveles con cuatro obras y gana el segundo premio. Se establece en Madrid con una beca para el curso 1955-56 y asiste a las clases en la Escuela Superior de Bellas Artes de San Fernando y, posteriormente, en el Círculo de Bellas Artes. Empieza su trabajo de dibujos y óleos sobre sillas. Muy influenciado por Goya.
1956. Conoce a Elena Azpitarte. En el verano realiza varias pinturas murales espacialistas en la Universidad Laboral de Tarragona. Conoce, a través de Chillida, a Juan Huarte Beaumont, que le adquiere tres cuadros. Desde entonces tendrá con él estrechas relaciones de amistad y aquel ejercerá un mecenazgo con el pintor durante más de quince años. Comienza su obra abstracta y realiza su primer viaje a París.
1957. Obtiene el primer premio del XVIII Certamen de Artistas Noveles. Traba amistad con los pintores José María Ortiz, Amable Arias, Elías Elorza, etc. Participa en tertulias culturales y políticas con ellos y con Elías Querejeta y Antonio Eceiza, así como con Enrique Múgica y Luis Martín Santos.
1958. Consigue el Premio de la Diputación del VIII Certamen de Navidad. Participa en la sección de pintores jóvenes de la XXIX Bienal de Venecia. Nueva estancia en París. Participa en la Pittsburgh Internacional Exibition organizada por el Carnegie Institute.
1959. Bertha Schaffer le compra varios cuadros y dibujos. Obras de realismo social. En diciembre participa en la Exposición de los Diez.
1960. Estancia en París con José María Ortiz. Allí frecuenta a los pintores Sistiaga, Zumeta, Bonifacio y Duque. Conoce a Agustín Ibarrola, a Giacometti y a Luis Fernández López. Su pintura se inicia en el informalismo gestual con influencias de Pollock.
1961. En abril inicia su primera exposición individual en Darro, Madrid. Exposición en la Galería Schaffer de New York. Nueva estancia en París. Influencia de Monet. Regresa transitoriamente a la figuración.
1962. Premio de Pintura Joven del Círculo Cultural y Ateneo Guipuzcoano. En verano expone en el Hotel Formentor de Mallorca. Se traslada a vivir a Madrid. Exposición individual en la Sala Neblí con acuarelas informalistas.
1963. Madrid. Primeros óleos abstractos. Se interesa por las películas de animación dibujadas sobre celuloide sin emulsionar. De los varios intentos solo quedará La Cazadora Inconsciente y Homenaje a Tarzán.
1963-72. Vive en Madrid apoyado por el mecenazgo de Juan Huarte Beaumont.
Mantiene una estrecha amistad con Chumi Chúmez, con quien viajará a Hamburgo, Suecia y New York, así como con otros personajes del arte y la cultura.
Conoce a la actriz Terele Pávez, con la que mantendrá una relación sentimental durante varios años y a la que retrata (al menos) en dos ocasiones.
Realiza, con una influencia inicial de Velázquez, una obra informalista que desembocará paulatinamente, y con un constante recurso al retrato y la figuración, en una obra fuertemente estructurada y formal entre la abstracción y el surrealismo.
Se inicia en la lectura del pensador hindú Aurobindo y en la práctica del yoga. Como consecuencia de este interés viajará a Pondicherry (India) a conocer la escuela de Aurobindo. De vuelta hace escala en Roma.
1966. Participa en la creación del grupo Gaur, que hará su presentación en la Galería Barandiarán de San Sebastián y después expondrá junto al grupo vizcaíno Emen en el Museo de Bellas Artes de Bilbao, y posteriormente, con el grupo Orain en el Museo Provincial de Álava en Vitoria. Estudia grabado con Dimitri Papageorgiu.
En octubre de 1968 expone en la Galería Grises de Bilbao. Expone los gigantes en la Galería Huts de San Sebastián.
En octubre y noviembre de 1970 participa en la exposición de arte vasco en el Palacio de Bellas Artes de México.
1972. Participa en la Muestra de Arte Vasco Actual dentro de la programación de los Encuentros de Pamplona 1972. Amistad con el editor, empresario y promotor cultural Leopoldo Zugaza, que en los siguientes años organizará sus exposiciones y la difusión de su obra. Concluye el cuadro Venecia, en el que había trabajado durante siete años.
1973. Regresa a San Sebastián. Expone en las Salas Municipales de Durango. Comienza su labor didáctica con niños en las escuelas de Andoáin, que luego se extenderá a las de Herrera y Lasarte y que durará hasta 1978. Con su amigo Juan de Arteaga inicia una labor de animación cultural centrada sobre todo en la música de vanguardia, y la acción ciudadana y política, que se prolongará hasta finales de la década. A partir de este año participará en numerosas exposiciones colectivas de arte vasco por todo el Estado.
1974. Realiza cuatro grandes exposiciones retrospectivas en San Sebastián (enero, Museo San Telmo de San Sebastián), Pamplona (febrero, Ciudadela), Bilbao (marzo, Museo de Bellas Artes) y Madrid (mayo, Salas de Exposiciones del Ministerio de Cultura en la Biblioteca Nacional de España). Coincidiendo con esta última, expone en la Galería Kreisler Dos de Madrid. Da por terminado el gran lienzo Gran Jardín (Museo de Bellas Artes de Bilbao). En diciembre fallece su madre.
1975. El 20 de abril, amigos, artistas y escritores le ofrecen un homenaje en Berástegui. Expone en la Galería de Arte B de San Sebastián. Abandona la técnica del óleo, dejando inconclusos varios grandes lienzos. Su labor pública le aleja transitoriamente de la pintura.
1977. Realiza los bocetos para las vidrieras que ocupan toda la caja de escalera, desde el 1.º al 5.º piso en la Caja de Ahorros Provincial, en su edificio central de la calle Garibay, 15.
1978. Viaja con Juan Arteaga a China sugestionado por los escritos de Mao Tsé Tung y las convulsiones políticas de aquel país. Inicia su serie de tizas, que ocupará uno de sus periodos creativos más fértiles.
1979. Muere su padre. En otoño, con la escritora Maya Aguiriano y otros amigos viaja a Düsseldorf (donde conoce a Joseph Beuys) y a la Europa del Berlín Este, Cracovia, Varsovia, Praga y Budapest. Sufre una gran decepción al conocer la realidad social y política de estos países.
1980. Viaja a Nueva York con Maya Aguiriano, Mari Puri Herrero, Alfonso Pérez Agote y Andrés Nagel, para asistir a la inauguración de la exposición retrospectiva de Chillida en el Museo Guggenheim.
Lleva a cabo varias exposiciones de tizas en Zarauz, Bilbao, Durango, Sttugart, San Sebastián, Biberach, Barcelona y Madrid.
1981-85. Abre, en sociedad con Jacqueline Sánchez y María Jesús Ruiz Balerdi, el bar Bixen-80 (La Colchonería) en la calle San Vicente, dentro del casco antiguo de San Sebastián. En este local realizará cuatro exposiciones, además dibuja multitud de retratos a visitantes y amigos.
Realiza con Jacqueline distintos viajes, a Italia (1981), México, Canarias (1983), Menorca (1985), Bruselas, Londres y La Haya (1985). Son frecuentes sus estancias en Fráncfort del Meno, donde residía la hija de Jacqueline, Hilde Koch, integrante del ballet de aquella ciudad, y donde tuvo la oportunidad de retratar a John Cage.
Exposiciones en Inter-Art Galerie de Sttugart, Volksban Galerie de Biberach, Sala de Exposiciones de la Caja de Ahorros Municipal de San Sebastián de la calle Guetaria.
La Caja le cede un espacio en el Patronato San Miguel en Ayete, donde realizará algunos grandes óleos. A partir de entonces se entregará a una actividad frenética: 583 óleos y miles de dibujos en tan solo siete años. Su obra se desarrolla libre de intenciones preconcebidas y basada, fundamentalmente, en el dominio del color, con reminiscencias del impresionismo y el fauvismo, y a caballo entre el paisajismo visionario y la abstracción expresionista.
1986-92. Desde el invierno de 1986 Jacqueline y Rafael pasan los meses fríos fuera de San Sebastián. primero a Mojácar (Almería); en 1987 en Gran Canaria, Punta Sardina y Agaete; en 1988 viajan por Grecia y Turquía, y se asientan por casi tres meses en Anlaya; en 1989 buscan un lugar definitivo para invernar y lo encuentran en Altea (Alicante).
1988. Exposiciones en la Galería Altxerri de San Sebastián. Galerie Grüner Panther de Fráncfort y Zazpi Arte (Zarauz).
Compran una casa campesina remozada en Partida de Barranquet y en ella pasarán los meses entre octubre y mayo de 1990-91 y el invierno de 1991-92.
1989. Pinta cuatro grandes lienzos para decorar el Auditorium de la Orquesta Sinfónica de Euskadi, en San Sebastián.
1990. Exposiciones en la Galería Gamarra y Garrigues de Madrid, Hotel Maisonnave de Pamplona y Galería Altxerri de San Sebastián.
1992. El 26 de febrero ocurre un accidente en la cocina de su casa de Altea, a raíz del cual sufre graves quemaduras; a consecuencia de ellas muere el día 11 de marzo. Es enterrado en San Sebastián, en el cementerio de Polloe.
2006. Su cortometraje cinematográfico pintado sobre celuloide Homenaje a Tarzán, es recuperado por el Festival Punto de Vista y proyectado en el marco de un homenaje a la productora X Films.

## Obras en internet
- Pintura. 1966-1974. Óleo sobre lienzo, 240 x 571 cm (113 Kb).
- Paisaje. 1980. Tizas sobre papel (221 Kb).
- Pintura. Óleo sobre lienzo, 56 x 86 cm.